# Кромский, Дмитрий Константинович
Дмитрий Константинович Кромский (в некоторых источниках ошибочно Кромской, укр. Дмитро Констянтинович Кромський, октябрь 1839, Короча, Курская губерния — 17 августа 1906, Короча, Курская губерния) - купец 1-й гильдии, меценат,  почётный житель города Корочи (1895 год). Был владельцем фабрики, производившей конфеты в Харькове.
В городе Короча проживала его сестра. Кромский был щедрым меценатом, за его счет в Коросе было построено несколько кирпичных зданий.На средства Дмитрия Кромского было построено много зданий в Короче, в том числе Женская гимназия, которой было присвоено его имя (1908 год). Под строительство здания Кромский пожертвовал свою усадьбу с фруктовым садом площадью больше двух гектар. Ныне имя Д. К. Кромского носит Корочанская средняя общеобразовательная школа. 
```
Долгое время он ошибочно считался самым первым человеком получившим звание "Почетный житель Корочи", но стараниями историка и краеведа В.В. Потапова было доказано что Дмитрий Константинович был не первым удостоенным этой чести.
Умер в 1906 году и был похоронен на Корочанском кладбище. Его захоронение затеряно.
Перед зданием Корочанской школы, построенной на его средства, установлен бюст Д. К. Кромского, который изваял Алексей Семенович Литвинов (1951-2021).
```